# Intjärnen
Intjärnen är en sjö i Mora kommun i Dalarna och ingår i Dalälvens huvudavrinningsområde.